# Донской, Йоонас
Йоонас Донской (фин. Joonas Donskoi; род. 13 апреля 1992, Раахе, Финляндия) — финский хоккеист, правый крайний нападающий клуба НХЛ «Сиэтл Кракен». Воспитанник хоккейного клуба «Кярпят». Игрок сборной Финляндии по хоккею с шайбой.

## Биография
Родился Йоонас Донской в финском городе Раахе. Русская фамилия в семье от дедушки. У Йоонаса есть три брата и две сестры. В возрасте 15 лет переехал в Оулу. Выступал в молодёжных командах хоккейного клуба «Кярпят». В апреле 2009 года подписал трёхлетний контракт с «Кярпятом». В СМ-Лиге дебютировал 11 сентября 2009 года против команды «Эспоо Блюз». Первый гол в своей карьере забросил 19 сентября в ворота «Йокерита». Однако в ноябре Йоонас получил травму и выбыл до конца сезона.
В 2010 году участвовал в двух драфтах: на драфте НХЛ был выбран под 99-м номером клубом «Флорида Пантерз», на драфте КХЛ выбран в первом раунде под общим 13-м номером омским «Авангардом». В 2015 году впервые выступил за финскую сборную на чемпионате мира. В мае 2015-го подписал двухлетний контракт новичка с командой НХЛ «Сан-Хосе».
В сезоне 2015/16 в составе «Акул» дошёл до финала Кубка Стэнли, в котором «Шаркс» уступили 2-4 в серии с «Питтсбург Пингвинз». Сам Йоонас забросил победную шайбу в овертайме 3-го матча, закончившегося победой «Сан-Хосе» со счётом 3:2, а также помог Джоэлу Уорду сравнять счёт, отдав голевой пас. Всего в плей-офф забросил 6 шайб и отдал 6 результативных передач.
В мае 2017 года продлил контракт с «Сан-Хосе» ещё на 2 года с зарплатой $ 1,9 млн в год.
1 июля 2019 года в качестве свободного агента подписал 4-летний контракт с «Колорадо Эвеланш» на 15,6 млн долларов. 7 ноября 2019 года сделал хет-трик в ворота «Нэшвилла» (9:4). 31 марта 2021 года набрал 4 очка (3+1) в игре против «Аризоны» (9:3). Хет-трик Донской сделал через 7 минут и 31 секунду после начала игры, это самый ранний хет-трик в истории «Эвеланш».
21 июля 2021 года на драфте расширения новый клуб НХЛ «Сиэтл Кракен» взял Донского в свой состав. Сезон 2021/22 сложился неудачно для Донского, в 75 матчах он набрал всего 22 очка (2+20).
Осенью 2022 года получил очередное (седьмое) сотрясение мозга на тренировке перед началом сезона. Длительное время испытывал головные боли и головокружения. Из-за этого Донской полностью пропустил сезон-2022/23. В августе 2023 года завершил карьеру игрока.

## Статистика
| Легенда | Легенда                    | Легенда | Легенда                   | Легенда | Легенда    |
| ------- | -------------------------- | ------- | ------------------------- | ------- | ---------- |
| И       | Количество проведённых игр | Штр     | Штрафное время            | +/−     | Плюс-минус |
| Г       | Голы                       | П       | Голевые передачи          | О       | Очки       |
| -       | Статистика неизвестна      | —       | Статистика не учитывалась |         |            |